# Partia Zieloni
Partia Zieloni (deutsch Partei Die Grünen; bis 2013 Zieloni 2004 – Grüne 2004) ist eine politische Partei in Polen mit pro-ökologischem und freiheitlich-liberalem Charakter. Unter dem Namen Zieloni 2004 wurde die Partei am 6. September 2003 von Aktivisten verschiedener (unter anderem ökologischer, feministischer und menschenrechtlicher) Organisationen gegründet, darunter Organisationen zum Schutz der Rechte sexueller, religiöser und nationaler Minderheiten. Die Partia Zieloni ist Mitglied der Europäischen Grünen Partei, die im Februar 2004 in Rom entstand. Die Partei arbeitet zudem eng mit der Fraktion der Grünen / Freie Europäische Allianz im Europäischen Parlament zusammen.

## Politische Positionen
Ebenso wie die grünen Parteien in anderen Ländern stützen sich die politischen Anschauungen der Zieloni auf vier Pfeiler: Ökologie, soziale Gerechtigkeit, Basisdemokratie und Pazifismus. Das politische Profil lässt sich mit Hilfe der üblichen Teilung zwischen links und rechts beschreiben. Die Zieloni werden in der Regel als Repräsentanten der Neuen Linken wahrgenommen, obwohl nicht nur in Polen auch andere Strömungen eine große Bedeutung in dieser Bewegung haben.
Die Zieloni betrachten als Grundwerte ihrer Politik:
- Schutz der Menschenrechte
- Soziale Gerechtigkeit
- Zivilgesellschaft und starke, direkte Demokratie
- Umweltschutz
- Gleichberechtigung der Geschlechter und der verschiedenen Altersgruppen
- Achtung der nationalen, religiösen und kulturellen Identität
- Friedliche Konfliktlösung
- Ökosoziale Marktwirtschaft

Die Partia Zieloni fordert vor allem:
- Trennung von Staat und Religion
- Recht der Frauen auf Abtreibung
- Recht der Homo- und Heterosexuellen auf gesetzliche Partnerschaften
- eine effektive Drogenpolitik (Prävention und Aufklärung statt Bestrafung)
- Rückzug der polnischen Truppen aus dem Irak
- Verbleib des Bildungswesens und Gesundheitsdienstes in staatlicher Hand
- Lineare Besteuerung der Einkommen
- Keine Wiedereinführung der Todesstrafe

Das Wirtschaftsprogramm der Partei fußt auf dem Konzept der ökologischen und sozialen Marktwirtschaft, das heißt auf dem Prinzip der nachhaltigen Entwicklung. Die nachhaltige Entwicklung strebt die Integration der sozialen, ökologischen und wirtschaftlichen Ziele durch die Realisierung einer ökologischen Steuerreform an. Bei einer solchen Reform soll die Besteuerung der Arbeit gesenkt und gleichzeitig die Besteuerung der nicht erneuerbaren und natürlichen Ressourcen erhöht werden. Das Prinzip der nachhaltigen Entwicklung sieht eine Abschaffung der Subventionen der Wirtschaft vor.
Die Zieloni befürworten auch die wirksame Einführung des Verursacherprinzips (Verantwortung des Verursachers für die durch ihn verursachten wirtschaftlichen und ökologischen Schäden) als eines der Grundprinzipien der Integration von Umwelt- und Wirtschaftspolitik. Die Einführung der öko-sozialen Marktwirtschaft soll außerdem die Entwicklung der kleinen und mittleren Unternehmen stärken und neue, grüne Arbeitsplätze schaffen, zum Beispiel auf dem Gebiet der erneuerbaren Energien, der biologischen Landwirtschaft, dem ökologischen Bauen, im umweltfreundlichen Verkehr und im Qualitätsmanagement. Den Bau von Kernkraftwerken lehnt die Partei aus wirtschaftlichen und ökologischen Gründen ab.
Die Partei strebt die Chancengleichheit für Männer und Frauen auf wirtschaftlichem Gebiet an. Dazu gehören gleicher Lohn für gleiche Arbeit und eine Erhöhung des Frauenanteils in Führungspositionen der Wirtschaft. Die polnischen Grünen lehnen zudem ein Wirtschaftswachstum ab, dass auf einer Verletzung von Menschenrechten, Umweltverschmutzung und der Entwicklung der Rüstungs- und Atomindustrie beruht.
Die Zieloni sind eine globalisierungskritische Partei. Ebenso wie die Fraktion der Grünen im Europäischen Parlament und die Europäische Grüne Partei stehen sie für eine globale nachhaltige Entwicklung, zu der gehören:
- Schutz der Menschenrechte
- Verbesserung der Lebensqualität und des Umweltzustandes auf der ganzen Welt
- Gerechter Welthandel als Alternative zum freien Welthandel
- Größere Bedeutung der Entwicklungshilfe in der Außenpolitik als Alternative zu Unilateralismus und Militarismus

Die Partei unterstützt die Vertiefung der europäischen Integration und das Projekt einer europäischen Verfassung ohne Bezug auf das Christentum in der Verfassung. Die polnischen Grünen widersetzten sich gemeinsam mit der Fraktion der Grünen im Europäischen Parlament der Annahme der Bolkestein-Richtlinie.
Die Zieloni waren gegen die Pläne einer Stationierung von Teilen des amerikanischen Raketenabwehrsystems in Polen, welche allerdings 2009 auf Initiative Barack Obamas ad acta gelegt wurden.
Internationale Bekanntheit erlangte die Partei durch eine von ihr angestoßene Debatte und Resolution des Europäischen Parlaments zur Homophobie in Polen und ganz Europa sowie die Proteste gegen die Regierungsvariante beim Bau der Umgehungsstraße von Augustów, die als Teil der Via Baltica (Europastraße 67) das Rospudatal durchschneiden sollte. Sie führen auch eine Kampagne für die Bahnverbindung Rail Baltica.
Weitere politische Kampagnen der Partei sind beispielsweise:
- Grüne Wirtschaft
- Stopp dem Klimawandel
- Grüne Energie
- Gleiche Chancen
- Iss besser
- Grüne Städte
- Grüner Transport

## Wahlergebnisse
Mit der Parole „In die EU, um sie zu verändern!“ nahm die Partei an den Europawahlen im Jahre 2004 teil. Sie registrierte ihre Liste nur in 3 von 13 Wahlbezirken und bekam 16.288 Stimmen, das entspricht 0,27 Prozent.
Am 31. Mai 2005 schloss die Partei eine Wahlvereinbarung mit den beiden neuen sozialdemokratischen Parteiabspaltungen Socjaldemokracja Polska (SdPl) und Unia Pracy (UP) über die gemeinsame Teilnahme an den Parlamentswahlen von 2005. Die Zieloni unterstützten auch die Kandidatur von Marek Borowski bei den Präsidentschaftswahlen von 2005. Die Listenverbindung mit den polnischen Sozialdemokraten bekam 459.380 Stimmen, das entspricht 3,89 Prozent, und damit keine Sitze im Parlament. Davon entfielen 19.644 Stimmen auf Zieloni 2004, das entspricht 0,17 Prozent.
Bei den Regionalwahlen im Jahr 2006 beschlossen die lokalen Gruppen selber über die Form ihrer Teilnahme. Deswegen lehnte der Vorstand die Einladung zur Teilnahme an der entstehenden Wahlgemeinschaft Wspólna Polska (dt. Gemeinsames Polen), welches später als Lewica i Demokraci (dt. Linke und Demokraten) an den Wahlen teilnahm, ab. Die selbstständige Liste der Grünen in Warschau erhielt 11.210 Stimmen bzw. 1,6 Prozent, das entspricht dem siebten von 14 Plätzen. Nicht ganz 1 Prozent erzielten die lokalen Komitees der Grünen in Breslau und Danzig. In anderen Städten kandidierten die Grünen auf lokalen überparteilichen Listen oder in der Wahlgemeinschaft Lewica i Demokraci. In Konin schlossen sich die Grünen der liberal-konservativen Platforma Obywatelska (PO) an.
Bei den folgenden vorgezogenen Parlamentswahlen am 21. Oktober 2007 hingegen traten Zieloni 2004 mit Ausnahme der Kandidatin Monika Paca für den Senat im Wahlkreis 30 in Kattowitz gar nicht erst an.
Bei den Europawahlen am 1. Februar 2009 trat die Partei erneut mit der sozialdemokratischen Socjaldemokracja Polska (SdPl) sowie der links-liberalen Partia Demokratyczna (PD) unter dem Motto Porozumienie dla Przyszłości (dt. Einigung für die Zukunft) an. Die Wahlgemeinschaft konnte 179.602 erlangen, das entspricht 2,44 Prozent. Zieloni 2004 selbst erlangten darin 26.002 Stimmen, das entspricht 0,35 Prozent. Die Parteimitglieder erlangten 13.748 Stimmen, was 7,65 Prozent an abgegebenen Stimmen für die Liste entspricht. Aufgrund dieser relativ geringen Stimmergebnisse konnte die Partei weiterhin keine Abgeordneten im polnischen oder europäischen Parlament platzieren.
Während des Wahlkampfes zur Präsidentschaftswahl 2010 hat die Partei Grzegorz Napieralski aufgrund des Grünen Index, einer grünorientierten Analyse von Wahlprogrammen wichtiger Kandidaten, befürwortet. Der Kandidat der postkommunistischen, sozialdemokratischen Partei Sojusz Lewicy Demokratycznej (dt. Bund der Demokratischen Linken, kurz SLD) erzielte die besten Ergebnisse während der Analyse und erhielt 78 Punkte in einer Skala von −200 bis +200 Punkten. Bei der eigentlichen Präsidentschaftswahl erlangte Napieralski mit 13,68 Prozent den dritten Platz. Bei der anschließenden Stichwahl ermunterten Zieloni 2004 die Wähler allgemein zur Stimmgabe, unterstützten allerdings keinen der beiden Kandidaten direkt. Bei der Parlamentswahlen von 2011 traten Kandidaten der Grünen auf den Listen der SLD an, konnten unter den 27 Abgeordneten der Partei aber keine stellen und steuerten selbst 23.421 Stimmen bzw. 0,16 % zum Ergebnis bei.
Von 2014 bis Ende 2015 waren die Zieloni nach einem Parteiwechsel der Abgeordneten Anna Grodzka erstmals im Sejm vertreten. Bei der Europawahl 2014 traten sie selbstständig an und erzielten mit dem Ergebnis von 22.221 Stimmen (0,32 %) Für die Parlamentswahl 2015 gründeten die Grünen gemeinsam mit der stark geschrumpften, ehemaligen sozialdemokratischen Großpartei SLD sowie mit Twój Ruch und anderen Parteien des linken Spektrums das Wahlbündnis Zjednoczona Lewica (Vereinigte Linke). Das Bündnis verpasste jedoch erstmals in der Geschichte der SLD durch die für Wahlbündnisse geltende 8-Prozent-Hürde mit etwa 7,6 % relativ knapp den Einzug ins Parlament, womit Zieloni weiterhin nicht im Parlament vertreten war.
Bei der Parlamentswahl 2019 kandidierten die Grünen erstmals nicht mit vornehmlich linken Parteien und traten als Teil des Mitte-Bündnisses Koalicja Obywatelska an, das von der großen bürgerlich-liberalen PO angeführt wird. Dies bescherte ihnen zum ersten Mal mit drei Abgeordneten den Einzug in den Sejm.

## Vorstand und Parteirat
In der Partei gilt das Prinzip der Parität. Sie wird gleichzeitig von einem Mann und einer Frau geleitet. Jacek Bożek war der erste Vorsitzende der Partei und hatte sein Amt bis 2004 inne. Im November 2004 ersetzte ihn Dariusz Szwed. Die Vorsitzende von Zieloni 2004 von der Gründung bis 2008 war Magdalena Mosiewicz, ihre Nachfolgerin wurde Agnieszka Grzybek bis April 2010. Zwischen 2010 und 2013 wurde die Partei von Dariusz Szwed und Małgorzata Tkacz-Janik repräsentiert, vom März 2013 bis Februar 2016 war Adam Ostolski der Vorsitzende, seit Dezember 2011 bis Mai 2015 war Agnieszka Grzybek die Vorsitzende. Set Februar 2016 bis Januar 2019 war Marek Kossakowski der Vorsitzende. Seit Mai 2015 ist Małgorzata Tracz die Vorsitzende und seit Januar 2020 ist Wojciech Kubalewski der Vorsitzende.
Bekannte Mitglieder von Zieloni 2004 sind unter anderem die Schriftstellerinnen Kinga Dunin und Olga Tokarczuk, die Feministin Kazimiera Szczuka und der Bürgerrechtler Krystian Legierski.

## Grüne Stadt neuer Generation
Dariusz Szwed und Beata Maciejewska haben das sogenannte grüne städtische Manifest mit dem Titel Grüne Stadt neuer Generation in polnischer und englischer Sprache veröffentlicht.
Die Publikation bespricht positive Praktika und Beispiele aus allen Staaten Europas. Auf diese Weise soll belegt werden, dass der Bau der demokratischen, offenen, sozial gerechten und ökologischen Gemeinschaft innerhalb der Städte einhergehend mit den Prinzipien der grünen Politik möglich ist. Die Grundpostulate umfassen:
- Gleichheit und Vielfältigkeit in grüner Stadt- und Raumplanung, Geschlechterdemokratie, gleicher Zugang zur sauberen Umwelt und Kulturgütern
- Mobilität und Entwicklung der öffentlichen Transportmittel, Berücksichtigung der Interessen von Fußgängern und Radfahrern in den kommunikativen Strategien
- Ökologische Nahrung und lokale Produktion
- Rolle der Stadtverwaltung in der Beförderung der energetischen Sparsamkeit, erneuerbaren Energiequellen und der Dezentralisierung der Energieproduktion und des -transfers, freie Software
- Globalisierungskritik, Bemühungen um globale Solidarität und einen gemeinsamen Kampf gegen den Klimawandel

Aufgrund der oben genannten Postulate sollen die marginalisierten Themen, wie Gender-Mainstreaming oder energetische Dezentralisierung, in den öffentlichen Diskurs eingeführt werden. Die Kultur wird als Mittel der Gestaltung von gesellschaftlichem Kapital und Mechanismen der unmittelbaren Demokratie angesehen. Die Kampagne dieser Publikation fand in vielen polnischen Großstädten, wie Warschau, Danzig, Bromberg, Gleiwitz oder Thorn, statt.